# Jonas Elofsson
Jonas Elofsson, född 31 januari 1979, är en svensk före detta ishockeyspelare (back). Han började sin ishockeykarriär i västgötska Ulricehamn. Som junior värvades han till Färjestad BK, för vilka han spelade för i fem säsonger och vann två SM-guld. Han har även representerat HV71 och Leksands IF.
Inför säsongen 2008/2009 värvades han till Sparta Sarpsborg i norska högstaligan. Elofsson avslutade sin aktiva ishockeykarriär i samma klubb 2012.

## Meriter
- SM-Guld 1997,1998
- Norskt Mästerskaps-Guld 2011

## Klubbar
- Ulricehamn  - 1995
- Färjestads BK 1995 - 2000
- TPS Åbo 2000 - 2001
- HV71 2000 - 2001
- Leksands IF 2001 - 2004, 2006 - 2008
- Rouen 2004 - 2005
- Ålborg 2005 - 2006
- Sparta Sarpsborg 2008 - 2012